# Glicani
I glicani sono polisaccaridi (carboidrati complessi) che, insieme con le proteine o i lipidi presenti nelle membrane cellulari, costituiscono glicoproteine e i glicolipidi di membrana.

Studi recenti hanno confermato il ruolo svolto dai glicani nella conformazione fisica e biologica delle glicoproteine e anche sulla relazione fra deformazione strutturale dei glicani della superficie cellulare e conversione maligna delle cellule tumorali.

## Struttura
La struttura dei glicani è descrivibile grazie alla natura ed al numero delle basi che lo costituiscono, quali i monosaccaridi, oltre alla sequenza ed il tipo di legame. Per le indagini sulla struttura dei glicani, nel 1977 è stata introdotta la spettroscopia NMR.
Alcune ricerche effettuate dall'Università dell'Aquila, sulle glicoproteine di origine vegetale hanno portato alla conclusione che la parziale rimozione di alcune basi monosaccaridiche incida sulla costituzione di complessi antigene-anticorpo, e che quindi in una glicoproteina completa, un buon numero di determinanti antigenici, identificati dagli anticorpi, siano collocati a livello del glicano.
In base ad altri studi di biofunzionalità è emerso che nella gonadotropina corionica gli N-glicani siano fondamentali per l'attività biologica, mentre l'acido sialico, un monosaccaride diffuso tra gli N-glicani e gli O-glicani, sembra sia in grado di prevenire l'eliminazione dell'ormone dalla circolazione del sangue.

## Funzione
Per quanto riguarda le funzioni del glicano, manca una relazione tra struttura e funzione, diversamente dalle proteine.

Si utilizzano le lectine oppure sostanze radioattive per individuare il ruolo funzionale dei glicani e grazie a queste procedure si possono individuare le fasi che conducono alla costituzione del glicano, si localizzano i siti subcellulari, si possono calcolare i tempi di biosintesi, si valutano i rapporti tra la biosintesi del glicano e quella della parte proteica, si determinano gli effetti sulla biosintesi del glicano.

I test effettuati sull'attività enzimatica dell'ascorbato ossidasi, hanno verificato che le colture private del glicano hanno evidenziato un'attività ossidasica maggiore.

Gli studi attuali sui glicani vengono svolti per un'eventuale applicazione terapeutica delle proteine, che mostrano differenze strutturali proprio nei glicani.